# مسرور بارزانی
مسرور بارزانی (به کردی: مه‌سروور بارزانی؛ زادهٔ ۲ مارس ۱۹۶۹) یک سیاستمدار کُرد است که از ژوئیه ۲۰۱۹ به عنوان چهارمین نخست‌وزیر اقلیم کردستان عراق خدمت می‌کند. او عضو شورای رهبری حزب دموکراتیک کردستان و فرزند مسعود بارزانی است.
او در ۱۱ ژوئن ۲۰۱۹ توسط پارلمان کردستان به عنوان نخست‌وزیر اقلیم کردستان عراق انتخاب شد.

## سنین جوانی و تحصیل
وی در سال ۱۹۸۵ در سن ۱۶ سالگی به مبارزان کرد مقاومت موسوم به پیشمرگه یا «آنهایی که با مرگ روبرو هستند» پیوست. وی در نبرد خواکرک علیه ارتش صدام حسین در سال ۱۹۸۸ شرکت فعال داشت. وی همچنین در قیام سال ۱۹۹۱ شرکت کرد. علیه صدام حسین پس از جنگ اول خلیج فارس و هر دو رویداد را فیلمبرداری کرد.
علیرغم این کودکی نامنظم با توجه به ماهیت پر فراز و نشیب مقاومت کردها، بارزانی توانست تحصیلات دبیرستان خود را در ایران به پایان برساند. پس از اینکه در سال ۱۹۹۲ صلح به منطقه برقرار شد، برای یک دوره یک ساله انگلیسی به لندن رفت. پس از اتمام موفقیت‌آمیز این کار، او به دریافت مدرک لیسانس با درجهٔ ممتاز در مطالعات بین‌الملل از دانشگاه آمریکایی در واشینگتن دی سی ادامه داد. او به تحصیل در زمینه صلح و حل منازعات برای تحصیلات تکمیلی خود ادامه داد.
بارزانی در طول مدت اقامت خود در واشینگتن، فعالانه در بهبود درک وضعیت اسفناک کردها در آمریکا مشارکت داشت. او همچنین یک برنامه تحصیلی بارزانی در دانشگاه آمریکایی به منظور ادامه این تلاش‌ها در آینده ایجاد کرد.

## زندگی سیاسی
در سال ۱۹۹۸ به اقلیم کردستان بازگشت و از سوی دوازدهمین کنگره حزب دمکرات کردستان به عضویت کمیته مرکزی انتخاب شد. بعداً در همان سال او قبل از منصوب شدن به عنوان مدیر کل سازمان حفاظت و اطلاعات، بخشی از رهبری حزب دمکرات کردستان شد. وی در سال ۲۰۱۰ بالاترین آرای کنگره سیزدهم را به دست آورد، مجدداً به عضویت شورای رهبری انتخاب شد و سپس به عنوان یکی از اعضای دفتر سیاسی حزب دمکرات کردستان انتخاب شد. در سال ۲۰۱۲، او توسط پدرش، مسعود بارزانی، رئیس اقلیم کردستان، به عنوان صدراعظم شورای امنیت منطقه کردستان برای نظارت بر امنیت، اطلاعات نظامی و سرویس‌های اطلاعاتی موجود منصوب شد.
تحت سرپرستی او، زنان رسماً به سرویس‌های امنیتی کرد اضافه شدند و اکنون می‌توان بسیاری از آنها را در انظار عمومی به عنوان نگهبان در خارج از ساختمان‌های دولتی مشاهده کرد. او یکی از منتقدان سرسخت بسیاری از پیشنهادهای موجود در گروه مطالعات عراق بود که مقاله ای در واشینگتن پست در این زمینه نوشت.
بارزانی همچنین به خاطر تلاش برای اطمینان از دریافت حقوق بازنشستگی کهنه سربازان مبارز کرد که اعضای حزب سیاسی پدرش هستند، اعتبار داشته است. مسرور بارزانی در ژانویه ۲۰۱۰ در مصاحبه ای با بنیاد جیمزتاون گفت که قانون اساسی عراق راه حل روشنی برای وضعیت شهر کرکوک و سایر مناطق مورد مناقشه ارائه کرده است.
در ماه مه ۲۰۱۶، بارزانی مقاله دومی را در واشینگتن پست نوشت که در آن از جدایی دوستانه کردستان عراق از بقیه عراق حمایت کرد. او عراق را «شکست مفهومی، وادار کردن مردم با اشتراکات اندک برای اشتراک در آینده ای نامطمئن» خواند و از آغاز گفتگو با دولت عراق در پیش از برگزاری همه‌پرسی خبر داد.

## بنیاد خیریه بارزانی
وی در سال ۲۰۰۵ بنیاد خیریه بارزانی را در کردستان عراق تأسیس کرد. این سازمان خیریه غیرانتفاعی به آوارگان داخلی، پناهندگان و همچنین افراد آسیب‌پذیر محلی کمک می‌کند و از زندگی، مبارزه و اصول پدربزرگش مصطفی بارزانی الگوبرداری شده است. برنامه حامی یتیم آن کمک هزینه‌ای ماهانه برای پوشش هزینه‌های زندگی، مراقبت‌های بهداشتی و آموزش به یتیمان ارائه می‌دهد.

## مبارزه با داعش
مسرور بارزانی یکی از مهم‌ترین چهره‌های ائتلاف بین‌المللی علیه داعش است. شورای امنیت وی و نیروهای ویژه نخبه آن وابسته به اداره مبارزه با تروریسم (CTD) هستند که حملات هوایی هدفمند علیه شخصیت‌های ارشد داعش در عراق و سوریه و ماموریت‌های نجات گروگان‌ها را رهبری کرده است.